# Liste der Baudenkmäler in Bad Salzuflen
Die Liste der Baudenkmäler in Bad Salzuflen enthält die denkmalgeschützten Bauwerke auf dem Gebiet der Stadt Bad Salzuflen im Kreis Lippe in Nordrhein-Westfalen (Stand: Oktober 2021). Diese Baudenkmäler sind in der Denkmalliste der Stadt Bad Salzuflen eingetragen; Grundlage für die Aufnahme ist das Denkmalschutzgesetz Nordrhein-Westfalen (DSchG NRW).

## Baudenkmäler
| Bild                                                      | Bezeichnung                                               | Lage                                                                                          | Beschreibung | Bauzeit             | Eingetragen seit   | Denkmal- nummer |
| --------------------------------------------------------- | --------------------------------------------------------- | --------------------------------------------------------------------------------------------- | --- | ------------------- | ------------------ | --------------- |
| Haus                                                      | Haus                                                      | Bad Salzuflen Dammstraße 6 Karte                                                              | Zweigeschossiges Ackerbürgerhaus mit Krüppelwalmgiebel aus dem 18. Jh. mit durchgebauter Seitendiele. Nachdem der damalige Schandfleck vor dem Abbruch bewahrt werden konnte, wurde das Objekt 1984 restauriert und gilt seitdem als gelungenes Beispiel der praktischen Denkmalpflege in der Altstadt Salzuflens. |                     | 4. November 1986   | 1               |
| weitere Bilder                                            | Villa Dürkopp                                             | Bad Salzuflen Obernbergstraße 2 Karte                                                         | → Hauptartikel : Villa Dürkopp | 1914–1917           | 12. Juli 1983      | 2               |
| Haus                                                      | Haus                                                      | Bad Salzuflen Steege 14b Karte                                                                | Postgebäude | 1927                | 12. Juli 1983      | 3               |
| Haus                                                      | Haus                                                      | Bad Salzuflen Am Markt 36 Karte                                                               | Die Fassade des um 1600 entstandenen Steinhauses wurde um 1860/70 überarbeitet und mit einem Balkon versehen. |                     | 7. April 1986      | 4               |
| weitere Bilder                                            | Haus Gießenbier                                           | Bad Salzuflen Am Markt 32 Karte                                                               | → Hauptartikel : Haus Gießenbier | 1533                | 7. April 1986      | 5               |
| Haus Erdbrügger                                           | Haus Erdbrügger                                           | Bad Salzuflen Parkstraße 4 Karte                                                              | |                     | 7. April 1986      | 6               |
| weitere Bilder                                            | Schloss Stietencron                                       | Schötmar Schloßstraße 2 Karte                                                                 | → Hauptartikel : Schloss Stietencron |                     | 30. Mai 1986       | 7               |
| Haus                                                      | Haus                                                      | Schötmar Neue Straße 6 Karte                                                                  | |                     | 24. Juli 1986      | 8               |
| Haus Europa                                               | Haus Europa                                               | Bad Salzuflen Parkstraße 30 Karte                                                             | |                     | 7. November 1986   | 9               |
| Haus                                                      | Haus                                                      | Bad Salzuflen Lange Straße 33 Karte                                                           | Erbaut 1612 von Arend Bade und seiner Ehefrau Marie, geborene Jürgens. | 1612                | 31. Dezember 1986  | 10              |
| Haus                                                      | Haus                                                      | Bad Salzuflen Lange Straße 35 Karte                                                           | Erbaut 1618 von Henrich Lodewich. | 1618                | 31. Dezember 1986  | 11              |
| Haus Obermeier                                            | Haus Obermeier                                            | Bad Salzuflen Lange Straße 41 Karte                                                           | Erbaut im Jahre 1618. Das Haus war zwischen 1900 und 1939 im Besitz der jüdischen Familie Obermeyer. Der Geschäftsmann Siegfried Obermeyer betrieb hier ein Haushalts- und Eisenwarengeschäft. Drei Tage nach den Novemberpogromen 1938 wurde die Schließung des Ladens staatlich angeordnet. Trotz einer versuchten Flucht wurde fast die gesamte Familie Obermeyer von den Nazis umgebracht. Einzig der zweite Sohn Hans Obermeyer überlebte, er konnte noch rechtzeitig mit einem Kindertransport nach England gelangen. Im Gebäude war zwischen 1982 und 2010 das Stadt- und Bädermuseum untergebracht. | 1618                | 31. Dezember 1986  | 12              |
| weitere Bilder                                            | Stadtkirche                                               | Bad Salzuflen Brunnengasse 4 Karte                                                            | Die Vorgängerkirche ist nach einem Blitzschlag im Jahre 1762 vollständig abgebrannt. Das Kirchenschiff entstand zwischen 1763 und 1765 unter Verwendung spätgotischer Substanz. 1892 durchgreifend verändert, Welsche Haube von 1782. | 1763–1765           | 31. Dezember 1986  | 13 Wikidata     |
| Historisches Rathaus                                      | Historisches Rathaus                                      | Bad Salzuflen Am Markt 26 Karte                                                               | Das 1545–1547 erbaute Rathaus wurde sowohl für die Bedürfnisse der Verwaltung als auch zur Repräsentation gebaut. Über die Baumeister des im Renaissancestil erbauten Hauses liegen keine Angaben vor. Die drei Wappensteine an der Fassade (Stadtwappen, Rose und Stern) wurden erst später dort eingefügt. Ebenso der neugotische Treppenaufgang an der Vorderseite, der 1859/60 nach Plänen von Karl Overbeck dort angebaut wurde. | Anfang 16. Jh.      | 31. Dezember 1986  | 14              |
| Haus                                                      | Haus                                                      | Bad Salzuflen Lange Straße 1 Karte                                                            | Erbaut 1625 von Christoph Schwarzmeier und seiner Ehefrau Anna, geborene Heywinkel. | 1625                | 31. Dezember 1986  | 15              |
| Haus                                                      | Haus                                                      | Bad Salzuflen Im Ort 2 Karte                                                                  | |                     | 30. Januar 1987    | 16              |
| Haus                                                      | Haus                                                      | Bad Salzuflen Parkstraße 14 Karte                                                             | |                     | 30. Januar 1987    | 17              |
| 2 Gebäude                                                 | 2 Gebäude                                                 | Bad Salzuflen Wenkenstraße 1+5 Karte                                                          | Das Haus Wenkenstraße 1 wurde 1911 erbaut; das Haus Wenkenstraße 5 wurde 1913 als Anbau angefügt. Beide Gebäude wurden von dem Architekten Rudolf Günther (1880–1941) entworfen. |                     | 30. Januar 1987    | 18              |
| weitere Bilder                                            | Evangelische Kirche Wüsten                                | Wüsten Vlothoer Straße Karte                                                                  | → Hauptartikel : Evangelische Kirche Wüsten | ab 1620             | 30. Januar 1987    | 19              |
| weitere Bilder                                            | Friedhof                                                  | Wüsten Vlothoer Straße Karte                                                                  | → Hauptartikel : Friedhof Wüsten | 1625/26             | 21. September 1994 | 19a             |
| weitere Bilder                                            | Kilianskirche Schötmar                                    | Schötmar Am Kirchplatz Karte                                                                  | → Hauptartikel : Kilianskirche (Schötmar) | 1850–54             | 30. Januar 1987    | 20              |
| Grabsteine                                                | Grabsteine                                                | Schötmar Am Kirchplatz Karte                                                                  | Bis etwa Mitte des 19. Jahrhunderts wurden die Verstorbenen aus Schötmar und Umgebung direkt auf dem Kirchplatz neben der Kilianskirche bestattet. |                     | 27. April 1994     | 20a             |
| weitere Bilder                                            | Evangelische Kirche Bergkirchen                           | Retzen-Bergkirchen Bergkirchen Karte                                                          | → Hauptartikel : Evangelische Kirche Bergkirchen (Bad Salzuflen) | 1850                | 30. Januar 1987    | 21              |
| Friedhof                                                  | Friedhof                                                  | Retzen-Bergkirchen Friedhofsanl. Bergkirchen Karte                                            | Friedhofsanlage mit Grabkreuzen und -steinen des 19. Jahrhunderts. |                     | 31. Juli 1991      | 21a             |
| Haus                                                      | Haus                                                      | Bad Salzuflen Klusweg 4 Karte                                                                 | |                     | 30. April 1987     | 22              |
| Haus                                                      | Haus                                                      | Wülfer-Bexten Bextener Straße 6 Karte                                                         | Das laut Inschrift 1600 errichtete Dreiständer-Fachwerkgebäude war Teil des ehemaligen Amtsmeierhofes zu Bexten. |                     | 30. April 1987     | 23              |
| Haus                                                      | Haus                                                      | Bad Salzuflen Roonstraße 7 Karte                                                              | Das 1910/11 erbaute Haus wurde von dem Architekten Rudolf Günther für den Malermeister Hermann Berger entworfen. | 1910/11             | 30. April 1987     | 24              |
| Schmiede                                                  | Schmiede                                                  | Grastrup-Hölsen Liemer Straße 3 Karte                                                         | Alte Schmiede |                     | 30. April 1987     | 25              |
| Haus                                                      | Haus                                                      | Bad Salzuflen Moltkestraße 35 Karte                                                           | |                     | 21. Juli 1987      | 26              |
| Haus                                                      | Haus                                                      | Schötmar Pfarrkamp 3 Karte                                                                    | Erbaut von Simon Henrich Duwe und Salome Henriette geb. Küstermanns. | 1832                | 30. April 1987     | 27              |
| Haus                                                      | Haus                                                      | Bad Salzuflen Schennershagen 9 Karte                                                          | Erbaut 1550 von Frederich Wange und seiner Ehefrau Anna Wange. 1556 wurde Anna Wange zusammen mit einer Nachbarin in einem Zauberei- und Hexenprozess angeklagt und im November 1556 zum Tod durch Verbrennen verurteilt. | um 1550             | 30. April 1987     | 28              |
| Erlöserkirche                                             | Erlöserkirche                                             | Bad Salzuflen Martin-Luther-Straße 7 Karte                                                    | → Hauptartikel : Erlöserkirche (Bad Salzuflen) |                     | 30. April 1987     | 29              |
| Hofanlage                                                 | Hofanlage                                                 | Ehrsen-Breden Heldmanstraße 155 Karte                                                         | |                     | 30. April 1987     | 30              |
| Haus                                                      | Haus                                                      | Bad Salzuflen Ritterstraße 8 Karte                                                            | Das 1579 erbaute Gebäude wurde um 1900 durch Umbau stark verändert (heute Hotel Arminius). | 1579                | 24. September 1987 | 31              |
| Haus                                                      | Haus                                                      | Bad Salzuflen Ritterstraße 6 Karte                                                            | Fachwerkbau des späten 16. Jahrhunderts (heute Hotel Arminius). |                     | 30. Oktober 1987   | 32              |
| Haus                                                      | Haus                                                      | Bad Salzuflen Ritterstraße 2 Karte                                                            | Erbaut 1577 von Nickel Wulffert (heute Hotel Arminius). Durch Umbauten stark entstellt. | 1577                | 30. Oktober 1987   | 33              |
| Haus                                                      | Haus                                                      | Bad Salzuflen Am Markt 38 Karte                                                               | Erbaut 1620 von Jost Klodt und Ehefrau Anna, geborene Menkhausen. Seit 1792 Brandes’sche Apotheke. | 1620                | 5. November 1987   | 34              |
| Hintergebäude                                             | Hintergebäude                                             | Bad Salzuflen Am Markt 38 Hintergeb. Karte                                                    | |                     | 13. Mai 1992       | 34a             |
| Haus                                                      | Haus                                                      | Bad Salzuflen Osterstraße 44a / Am Markt 38 Karte                                             | |                     | 13. Mai 1992       | 34b             |
| Haus                                                      | Haus                                                      | Bad Salzuflen Lange Straße 15 Karte                                                           | |                     | 5. November 1987   | 35              |
| Bahnhof                                                   | Bahnhof                                                   | Bad Salzuflen Bahnhofstraße 41 Karte                                                          | Am 31. Dezember 1880 begann der fahrplanmäßige Eisenbahnverkehr auf der Strecke zwischen Herford und Detmold. Im Jahre 1881 wurde der Salzufler Bahnhof in Betrieb genommen. |                     | 10. Juli 1987      | 36              |
| Haus                                                      | Haus                                                      | Bad Salzuflen Am Markt 30 Karte                                                               | Wohn- und Geschäftshaus Hanke, erbaut 1898. | 1898                | 28. September 1987 | 37              |
| weitere Bilder                                            | Haus                                                      | Bad Salzuflen Am Markt 34 Karte                                                               | Erbaut 1564 von Johann (zu) Barkhausen. Ein ursprünglich schlichterer, spätgotischer Giebel, wurde um 1590 zum prächtigen Renaissancegiebel umgestaltet. | 1564                | 30. Oktober 1987   | 38              |
| Haus                                                      | Haus                                                      | Schötmar Schloßstraße 27 Karte                                                                | Erbaut im 16. Jahrhundert. Ursprünglich als Scheune genutzt und 1814/15 zum Wohnhaus umgestaltet. |                     | 30. Oktober 1987   | 39              |
| Haus                                                      | Haus                                                      | Schötmar Schloßstraße 33 Karte                                                                | Heute Gemeindeamt der Ev. ref. Kirchengemeinde Schötmar. |                     | 30. Oktober 1987   | 40              |
| 2 Gebäude                                                 | 2 Gebäude                                                 | Bad Salzuflen Wenkenstraße 17 Karte                                                           | |                     | 11. Februar 1988   | 41              |
| Haus                                                      | Haus                                                      | Bad Salzuflen Ritterstraße 3 Karte                                                            | Das zweigeschossige Fachwerk-Giebelhaus wurde Ende des 17. Jahrhunderts erbaut. |                     | 5. Dezember 1987   | 42              |
| Fachwerk-Traufenhaus mit massivem Unterbau                | Fachwerk-Traufenhaus mit massivem Unterbau                | Bad Salzuflen Steege 2/4 Karte                                                                | Das Haus Steege 4 wurde vermutlich 1572 durch den Richter und späteren Bürgermeister Caspar Pott erbaut. Das renaissancezeitliche Gebäude wurde bei einem Umbau 1904 stark verändert. |                     | 10. Februar 1988   | 43              |
| 2 Gebäude                                                 | 2 Gebäude                                                 | Bad Salzuflen Turmstraße 2/2a Karte                                                           | Ehemalige Rektorschule, erbaut 1879/80. Wegen der verwendeten roten Backsteine auch „Rote Schule“ genannt. 1891/92 umfangreich erweitert. | 1879/80             | 15. Februar 1988   | 44              |
| Haus                                                      | Haus                                                      | Bad Salzuflen Dammstraße 7 Karte                                                              | Ehemalige Stadtmühle. |                     | 3. Dezember 1987   | 45              |
| Haus Bismarck                                             | Haus Bismarck                                             | Bad Salzuflen Roonstraße 3 Karte                                                              | Die ehemalige Kurpension „Villa Bismarck“ wurde 1911 im Reformstil von dem Zimmermeister Friedrich Günther, einem Onkel des Architekten Rudolf Günther, erbaut. |                     | 16. Februar 1988   | 46              |
| Haus                                                      | Haus                                                      | Bad Salzuflen Am Wellenfeld 6 Karte                                                           | |                     | 16. Februar 1988   | 47              |
| Haus                                                      | Haus                                                      | Schötmar Schloßstraße 10 Karte                                                                | Ehemaliges Postgebäude. 1895 ließ die seinerzeit zuständige Kaiserliche Oberpostdirektion Minden ein eigenes Postgebäude für Schötmar errichten. Das Gebäude wurde mehrfach erweitert und war bis zum Oktober 1999 Sitz der Schötmaraner Post. | 1895                | 11. Februar 1988   | 48              |
| Bahnsteighalle                                            | Bahnsteighalle                                            | Holzhausen Sylbacher Straße 231 Karte                                                         | Bahnsteighalle aus Holz am Bahnhof Sylbach. Die Halle zeigt die Formensprache des Historismus. |                     | 11. Februar 1988   | 49              |
| Haus Salzsieder                                           | Haus Salzsieder                                           | Bad Salzuflen Dammstraße 8 Karte                                                              | |                     | 11. Februar 1988   | 50              |
| Haus                                                      | Haus                                                      | Bad Salzuflen Lange Straße 19 Karte                                                           | |                     | 8. April 1988      | 51              |
| Haus                                                      | Haus                                                      | Bad Salzuflen Lange Straße 37 Karte                                                           | Fachwerkgiebelhaus mit Utlucht, bezeichnet 1623. |                     | 27. Mai 1988       | 52              |
| Haus                                                      | Haus                                                      | Bad Salzuflen Brunnengasse 3 Karte                                                            | |                     | 27. Mai 1988       | 53              |
| Haus                                                      | Haus                                                      | Bad Salzuflen Osterstraße 39 Karte                                                            | Erbaut 1579 durch Bartold von Bexten und seiner Ehefrau Anna, geborene Alfermann. | 1579                | 27. Mai 1988       | 54              |
| Haus                                                      | Haus                                                      | Schötmar Begastraße 11 Karte                                                                  | Hotel und Restaurant Junkerhaus, ehemaliges Wohnhaus des Gutes Winterberg, 1664 mit dem Recht Bier und Branntwein auszuschenken an den Obristen Simon Moritz von Donop verkauft. Ende der 1850er nach einem Brand wieder aufgebaut, 1870 nach mehrmaligen Eigentümerwechsel an Friedrich Junker verkauft, der den Gasthof weiter ausbaute. 1906 nach dem Kauf durch Friedrich Meierhenrich wurde das Bruchsteinhaus verputzt und zur Straßenseite hin einen prächtigen Zwerchgiebel versehen. Die Stirnseite des Gebäudes wurde mit Verzierungen unter Verwendung von Jugendstilelementen hergerichtet. | vor 1612            | 18. Mai 1988       | 55              |
| Haus                                                      | Haus                                                      | Schötmar Begastraße 11a Karte                                                                 | Schmalstes Haus Schötmars, 1924 von Friedrich Meierhenrich erbaut, 1934 erworben vom Bäckermeister Wilhelm Sander, ab 1959 Verkaufsfiliale der Bäckerei, heute als Büro genutzt. | 1924                | 18. Mai 1988       | 55              |
| Haus                                                      | Haus                                                      | Schötmar Schülerstraße 11 Karte                                                               | Erbaut 1825 durch Berndt Philip Schäfer und seiner Ehefrau Maria Sophia geborene Stedtfeld. | 1825                | 18. Mai 1988       | 56              |
| Haus                                                      | Haus                                                      | Wüsten Kirchheider Straße 46 Karte                                                            | → Hauptartikel : Kirchheider Straße 46 |                     | 18. Mai 1988       | 57              |
| Haus                                                      | Haus                                                      | Biemsen-Ahmsen Meerbrede 13 Karte                                                             | Ehemalige Wassermühle von Exterde. | 1732                | 8. Juni 1988       | 58              |
| Haus                                                      | Haus                                                      | Bad Salzuflen Wenkenstraße 24 Karte                                                           | |                     | 16. Juni 1988      | 59              |
| weitere Bilder                                            | Haus                                                      | Bad Salzuflen Brunnengasse 7 Karte                                                            | Alte Stadtschule. Nach dem Stadtbrand von 1762 errichtet. |                     | 29. Juni 1988      | 60              |
| BW                                                        | Leibzuchtgebäude                                          | Werl-Aspe Am Meierhof 1 Karte                                                                 | |                     | 8. August 1988     | 61              |
| Hofgebäude                                                | Hofgebäude                                                | Werl-Aspe Am Meierhof 1 Karte                                                                 | |                     | 8. Juli 1993       | 61a             |
| Haus                                                      | Haus                                                      | Bad Salzuflen Schennershagen 4 Karte                                                          | Das Fachwerkgiebelhaus wurde im 17. Jahrhundert von A. Hofnus erbaut. |                     | 31. Oktober 1988   | 62              |
| Haus                                                      | Haus                                                      | Bad Salzuflen Am Markt 17 Karte                                                               | Dreigeschossiger Bau mit geschnitzten Füllhölzern, 1658 bezeichnet. |                     | 31. Oktober 1988   | 63              |
| Haus                                                      | Haus                                                      | Bad Salzuflen Wenkenstraße 14 Karte                                                           | Nach dendrochronologischen Untersuchungen wurde das Haus 1716/17 errichtet. |                     | 31. Oktober 1988   | 64              |
| Haus                                                      | Haus                                                      | Bad Salzuflen Osterstraße 40 Karte                                                            | Das 1571 bezeichnete Giebelhaus wurde 1747 erneuert. |                     | 22. Dezember 1987  | 65              |
| weitere Bilder                                            | Haus Backs                                                | Bad Salzuflen Obere Mühlenstraße 1 Karte                                                      | Ehemaliger Adelshof von Exter, steinernes Dielenhaus mit Saalkammer im Kern von 1582. Umfangreicher Umbau durch Hermann von Exter 1632, dabei wurden Speichergeschoss, Ziergiebel und zweigeschossiger Stubeneinbau sämtlich in Fachwerk ausgeführt. Die Bezeichnung Haus Backs stammt von der langjährigen Eigentümerfamilie Backs, die es 1984 verkaufte. | 1582                | 31. Oktober 1988   | 66              |
| Kornspeicher                                              | Kornspeicher                                              | Ehrsen-Breden Mittelstraße 19 Karte                                                           | Kornspeicher auf der Hofanlage Nacke. |                     | 9. Dezember 1988   | 67              |
| Haus                                                      | Haus                                                      | Bad Salzuflen Im Ort 5 Karte                                                                  | |                     | 9. Dezember 1988   | 68              |
| Haus                                                      | Haus                                                      | Bad Salzuflen Wenkenstraße 8 Karte                                                            | Erbaut 1631 von Hillebrand Bisiden und Ehefrau Ermgard, geborene Pottharst. | 1631                | 9. Dezember 1988   | 69              |
| Haus                                                      | Haus                                                      | Grastrup-Hölsen Lemgoer Straße 94 Karte                                                       | |                     | 30. November 1988  | 70              |
| Haus                                                      | Haus                                                      | Bad Salzuflen Schennershagen 1 Karte                                                          | |                     | 30. November 1988  | 72              |
| weitere Bilder                                            | Herrenhaus                                                | Wüsten Steinbeck 1 Karte                                                                      | → Hauptartikel : Gut Steinbeck | 1869                | 29. Dezember 1988  | 73              |
| weitere Bilder                                            | Paulinenquelle                                            | Bad Salzuflen Salzhof Karte                                                                   | Das Brunnendenkmal über der Paulinenquelle wurde vom Architekten Rudolf Günther und dem Bildhauer Gustav Reitner gemeinschaftlich gestaltet und 1934 eingeweiht. | 1934                | 19. Dezember 1988  | 74              |
| Haus                                                      | Haus                                                      | Schötmar Schülerstraße 1 Karte                                                                | |                     | 29. Dezember 1988  | 75              |
| Haus                                                      | Haus                                                      | Bad Salzuflen Am Markt 23 Karte                                                               | Das zweigeschossige, im Kern massive Giebelhaus ist nach neuesten dendrochronologischen Untersuchungen das älteste noch erhaltene Wohnhaus Bad Salzuflens. Ein Pergament über eine Obligation datiert die Entstehung auf 1504. Mit dem gut erhaltenen Hinterhaus ist das Gebäude ein wichtiges Zeugnis für die städtische Wohnkultur im frühen 16. Jahrhundert. Der älteste Teil des Hauses ist wahrscheinlich das Hinterhaus mit seinem gotischen Kellergewölbe und dem Steinsaal. Den Saal schmückte einst ein Saalkamin mit gotischer Randfassung. Die Steintreppe zum Saal wird von einem barocken Eichengeländer eingefasst, während die Beschläge der alten Holztüren wohl aus der Spätrenaissance stammen. Der Steingiebel zum Markt wurde um 1800 auf Betreiben des Pfarrers abgebrochen und durch einen schlichten Fachwerkgiebel mit Krüppelwalm ersetzt. Er dürfte ursprünglich steinfarben gestrichen gewesen sein. Heute ist die für 1800 zeittypische schlichte Fassade Bestandteil des denkmalwerten Häuserensembles am Markt und hat hier eine für das Stadtbild prägende Funktion. Von Bürgermeister Alfermann erbaut sind nachfolgend viele Familien von Bürgermeistern, Richtern und Ratsherren in dem Haus ansässig gewesen. Seit dem Brand der Stadtkirche im Jahre 1762 war es über 100 Jahre das Pfarrhaus der Kirchengemeinde, bis es 1869 wieder in Privathand überging. Danach wurde das Erdgeschoss des Hauses zu einem Laden ausgebaut. Die heutige Schaufensterfront stammt aus den 1950er Jahren, wobei sämtliche Fenster der Fassade im 20. Jahrhundert erneuert wurden. | um 1510             | 21. Dezember 1988  | 76              |
| Haus                                                      | Haus                                                      | Bad Salzuflen Augustastraße 1 Karte                                                           | |                     | 7. März 1989       | 77              |
| Haus                                                      | Haus                                                      | Bad Salzuflen Augustastraße 2 Karte                                                           | |                     | 21. Dezember 1988  | 78              |
| Haus                                                      | Haus                                                      | Bad Salzuflen Lange Straße 9 Karte                                                            | |                     | 22. Januar 1989    | 79              |
| Haus                                                      | Haus                                                      | Bad Salzuflen Lange Straße 7 Karte                                                            | Erbaut 1621 von Pfarrer Johann Loofher und Ehefrau Anna, geborene Reese. | 1621                | 15. Februar 1989   | 80              |
| Haus                                                      | Haus                                                      | Bad Salzuflen Lange Straße 5 Karte                                                            | Zweigeschossiges Fachwerkgiebelhaus, bezeichnet 1650. |                     | 15. Februar 1989   | 81              |
| Haus                                                      | Haus                                                      | Bad Salzuflen Am Markt 16 Karte                                                               | Wohn- und Geschäftshaus Uekermann, erbaut 1898/99. | 1898/99             | 10. März 1989      | 82              |
| Haus                                                      | Haus                                                      | Bad Salzuflen Am Herforder Tor 6 Karte                                                        | |                     | 30. März 1989      | 83              |
| Doppelhaus                                                | Doppelhaus                                                | Bad Salzuflen Am Herforder Tor 7 Karte                                                        | Das Doppelhaus wurde von dem in Schötmar geborenen und seit 1909 in Salzuflen niedergelassenen Architekten Rudolf Günther (1880–1941) erbaut. Die rechte Haushälfte wurde von ihm nach 1912 als Wohnsitz und Büro genutzt. |                     | 30. März 1989      | 84              |
| Doppelhaus                                                | Doppelhaus                                                | Bad Salzuflen Am Herforder Tor 9 Karte                                                        | Das Doppelhaus wurde von dem in Schötmar geborenen und seit 1909 in Salzuflen niedergelassenen Architekten Rudolf Günther (1880–1941) erbaut. Die rechte Haushälfte wurde von ihm nach 1912 als Wohnsitz und Büro genutzt. |                     | 30. März 1989      | 85              |
| Haus                                                      | Haus                                                      | Bad Salzuflen Am Herforder Tor 10 Karte                                                       | Unter Denkmalschutz stehen die Fliesen im Eingangsflur. |                     | 30. März 1989      | 86              |
| Haus Altes Logierhaus                                     | Haus Altes Logierhaus                                     | Bad Salzuflen Lietholzstraße 12 Karte                                                         | |                     | 30. März 1989      | 87              |
| Haus                                                      | Haus                                                      | Bad Salzuflen Waldstraße 18 Karte                                                             | Villa des ehemaligen Amtsgerichtsrates August Stammeier und seines Sohnes Martin Stammeier (Holzbildhauer). Die Künstlerin Ursula Stammeier wohnte in dem Haus bis 2005. Seit 2018 ist die Villa nicht mehr im Familienbesitz. | 1896                | 30. März 1989      | 88              |
| Haus                                                      | Haus                                                      | Bad Salzuflen Waldstraße 20 Karte                                                             | |                     | 30. März 1989      | 89              |
| Haus                                                      | Haus                                                      | Bad Salzuflen Waldstraße 3 Karte                                                              | |                     | 30. März 1989      | 90              |
| Haus                                                      | Haus                                                      | Bad Salzuflen Wenkenstraße 16 Karte                                                           | |                     | 25. Oktober 1989   | 91              |
| Haus                                                      | Haus                                                      | Bad Salzuflen Am Markt 21 Karte                                                               | |                     | 20. Oktober 1989   | 92              |
| weitere Bilder                                            | Bauernburg Schwaghof                                      | Bad Salzuflen Schwaghof Karte                                                                 | → Hauptartikel : Bauernburg Schwaghof |                     | 8. September 1989  | 93              |
| Historisches Standesamt Bexten                            | Historisches Standesamt Bexten                            | Bexten Bextener Straße 3 Karte                                                                | Das Fachwerkgebäude war Teil des ehemaligen Amtsmeierhofes zu Bexten. | 1457                | 20. Oktober 1989   | 94              |
| Haus                                                      | Haus                                                      | Bad Salzuflen Brunnengasse 5 Karte                                                            | |                     | 8. September 1989  | 95              |
| Doppelhaus                                                | Doppelhaus                                                | Bad Salzuflen Parkstraße 36 (38) Karte                                                        | Das 1911 erbaute Haus wurde von dem Architekten Rudolf Günther (1880–1941) entworfen. | 1911                | 8. September 1989  | 96              |
| Doppelhaus                                                | Doppelhaus                                                | Bad Salzuflen Parkstraße 38 (36) Karte                                                        | Das 1911 erbaute Haus wurde von dem Architekten Rudolf Günther (1880–1941) entworfen. | 1911                | 8. September 1989  | 97              |
| Haus                                                      | Haus                                                      | Retzen Bergkirchen 75 Karte                                                                   | |                     | 25. Oktober 1989   | 98              |
| Villa Kurpark                                             | Villa Kurpark                                             | Bad Salzuflen Parkstraße 13 Karte                                                             | |                     | 2. März 1990       | 99              |
| Haus Delius                                               | Haus Delius                                               | Bad Salzuflen Parkstraße 19 Karte                                                             | |                     | 29. Dezember 1989  | 100             |
| Haus                                                      | Haus                                                      | Bad Salzuflen Lange Straße 3 Karte                                                            | Erbaut 1590 durch Bernd Gockel. | 1590                | 8. September 1989  | 101             |
| Haus                                                      | Haus                                                      | Bad Salzuflen Schennershagen 2 Karte                                                          | |                     | 18. Mai 1989       | 102             |
| Haus                                                      | Haus                                                      | Bad Salzuflen Lange Straße 29 Karte                                                           | Richter Iohan Florens Krecke erbaute das Haus 1778/79 an Stelle eines 1776 abgebrannten Vorgängerbaus. |                     | 1. März 1990       | 103             |
| Haus                                                      | Haus                                                      | Bad Salzuflen Bleichstraße 2 Karte                                                            | |                     | 15. Dezember 1989  | 104             |
| Haus                                                      | Haus                                                      | Bad Salzuflen Bleichstraße 4 Karte                                                            | |                     | 15. Dezember 1989  | 105             |
| Badehaus I, Inhalatorium                                  | Badehaus I, Inhalatorium                                  | Bad Salzuflen Salinenstraße 2 Karte                                                           | Ehemaliges Badehaus I, erbaut 1855/56 und ehemaliges Inhalatorium erbaut 1903. |                     | 15. Dezember 1989  | 106             |
| weitere Bilder                                            | Leopoldbad                                                | Bad Salzuflen Bismarckstraße 14 Karte                                                         | Erbaut 1903/04, erweitert 1906/07. | 1903/04             | 15. Dezember 1989  | 107             |
| Leopoldsprudel                                            | Leopoldsprudel                                            | Bad Salzuflen Kurpark Karte                                                                   | → Hauptartikel : Leopoldsprudel | 1910                | 23. Februar 1990   | 108             |
| Haus                                                      | Haus                                                      | Papenhausen Düsternsiek 1 b Karte                                                             | Fachwerkbau von 1665 auf dem Gut Papenhausen mit beschnitzten Stockwerkvorkragungen, Mitteleingang an der Traufseite und einer zweistöckigen Auslucht am linken Giebel. | 1665                | 15. Mai 1990       | 109             |
| Haus                                                      | Haus                                                      | Bad Salzuflen Ritterstraße 9 Karte                                                            | |                     | 15. Dezember 1989  | 110             |
| Haus                                                      | Haus                                                      | Bad Salzuflen Turmstraße 11 Karte                                                             | |                     | 23. April 1990     | 111             |
| Haus                                                      | Haus                                                      | Bad Salzuflen Turmstraße 23 Karte                                                             | → Hauptartikel : Turmstraße 23 (Bad Salzuflen) | 1631                | 28. Februar 1990   | 112             |
| weitere Bilder                                            | Grenzsteine                                               | Gemeindegrenze Bad Salzuflen zu Herford und Vlotho                                            | → Hauptartikel : Landesgrenzsteine Lippe (Bad Salzuflen) |                     | 4. September 1989  | 113             |
| Haus                                                      | Haus                                                      | Werl-Aspe Dorfstraße 5 Karte                                                                  | |                     | 6. September 1989  | 114             |
| weitere Bilder                                            | Haus                                                      | Bad Salzuflen Wenkenstraße 10 a Karte                                                         | Pfarrer Anthonius Gießenbier ließ das Gebäude 1520 erbauen. Gießenbier war Pfarrer des Kirchspiels Schötmar zu dessen Pfarrei Salzuflen bis 1530/31 zugehörig war. Das dreigeschossige Giebelhaus mit massivem Untergeschoss sowie backsteingefüllten Gefachen im Zierverband ist das älteste durch eine Inschrift datierte Gebäude von Bad Salzuflen. | 1520                | 27. Oktober 1989   | 115             |
| Haus                                                      | Haus                                                      | Grastrup-Hölsen Lemgoer Straße 97 Karte                                                       | |                     | 14. Februar 1991   | 116             |
| Haus                                                      | Haus                                                      | Bad Salzuflen Gröchteweg 1 Karte                                                              | Das Wohn- und Pensionshaus wurde 1912 nach einem Entwurf des Architekten Rudolf Günther erbaut. | 1912                | 23. Oktober 1989   | 117             |
| Haus                                                      | Haus                                                      | Retzen Papenhauser Straße 5 Karte                                                             | |                     | 9. November 1993   | 118             |
| Haus                                                      | Haus                                                      | Bad Salzuflen Dammstraße 9 Karte                                                              | |                     | 4. Dezember 1989   | 119             |
| Haus                                                      | Haus                                                      | Schötmar Schloßstraße 29 Karte                                                                | Fachwerk-Dielenhaus im Kern von 1588, 1620/21 umfangreich vergrößert. Um 1638 zur Straßenseite mit zwei Ausluchten erweitert. In der Diele ist eine seltene Wendeltreppe aus der Zeit um 1620 erhalten. |                     | 17. Dezember 1990  | 120             |
| Haus                                                      | Haus                                                      | Schötmar Schülerstraße 17 Karte                                                               | Ehemaliges Wohnhaus des jüdischen Bürstenfabrikanten Hermann Katz. |                     | 15. Oktober 1990   | 121             |
| Haus Parkresidenz Viktoria-Luise                          | Haus Parkresidenz Viktoria-Luise                          | Bad Salzuflen Wenkenstraße 45 Karte                                                           | |                     | 14. September 1990 | 122             |
| Haus Villa Luise                                          | Haus Villa Luise                                          | Bad Salzuflen Parkstraße 15 Karte                                                             | |                     | 24. Oktober 1990   | 123             |
| Haus Kurheim Zehlendorf                                   | Haus Kurheim Zehlendorf                                   | Bad Salzuflen Parkstraße 17 Karte                                                             | |                     | 24. Oktober 1990   | 124             |
| Haus Seeblick                                             | Haus Seeblick                                             | Bad Salzuflen Parkstraße 39 Karte                                                             | Pensionshaus nach Plänen des Architekten Rudolf Günther | 1909–1910           | 24. Oktober 1990   | 125             |
| Haus                                                      | Haus                                                      | Bad Salzuflen Roonstraße 21 Karte                                                             | |                     | 1. Juni 1990       | 126             |
| Haus                                                      | Haus                                                      | Ehrsen-Breden Ellernweg 2 Karte                                                               | |                     | 15. März 1990      | 127             |
| weitere Bilder                                            | Gradierwerke                                              | Bad Salzuflen Parkstraße Karte                                                                | Ein Überbleibsel der Salzgewinnung sind die Gradierwerke mit einer Länge von früher insgesamt 424 m, heute ca. 300 m. Von den ursprünglich vier vorhandenen Gradierwerken sind nur noch zwei vollständig erhalten. Unter Denkmalschutz steht mittlerweile nur noch das Gradierwerk in der Parkstraße. |                     | 26. Juni 1990      | 128             |
| Haus                                                      | Haus                                                      | Bad Salzuflen Wenkenstraße 12 Karte                                                           | |                     | 26. Juni 1990      | 129             |
| Haus                                                      | Haus                                                      | Bad Salzuflen Schießhofstraße 19 Karte                                                        | Wohn- und Geschäftshaus Bröker/Becker, erbaut 1903. | 1903                | 24. August 1994    | 130             |
| Haus                                                      | Haus                                                      | Bad Salzuflen Lange Straße 39 Karte                                                           | Fachwerkgiebelhaus aus dem Jahre 1673. 1956 wurde das Haus komplett abgebrochen und neu aufgebaut. |                     | 29. November 1990  | 131             |
| Haus                                                      | Haus                                                      | Bad Salzuflen Am Markt 25 Karte                                                               | Ehemaliges Stadt- und späteres Amtsgericht Bad Salzuflen. Erbaut 1879/80 im Stil der Neorenaissance. Im Inneren wurde das Gebäude 1979/80 umgebaut und beherbergte einige Jahre die Stadtbücherei. Heute wird das Gebäude als Geschäftshaus genutzt. | 1879/80             | 5. November 1990   | 132             |
| Haus                                                      | Haus                                                      | Bad Salzuflen Am Markt 25 Karte                                                               | Ehemaliges Gefängnis. | 1879/80             | 22. Dezember 1992  | 132a            |
| Haus                                                      | Haus                                                      | Holzhausen Max-Planck-Straße 76 Karte                                                         | → Hauptartikel : Max-Planck-Straße 76 (Bad Salzuflen) | 1660                | 25. Januar 1991    | 133             |
| Haus                                                      | Haus                                                      | Schötmar Pfarrkamp 8 Karte                                                                    | Seit 1978 Ausstellungs- und Atelierhaus des Vereins Das Fachwerk Künstler in Bad Salzuflen e. V. | 1618                | 26. Juni 1990      | 134             |
| Haus                                                      | Haus                                                      | Bad Salzuflen Brunnengasse 2 Karte                                                            | Ehemaliges Kantoren- und Küsterhaus. Ende des 18. Jahrhunderts für Bedienstete der Stadtkirche errichtet. |                     | 13. September 1990 | 135             |
| Haus                                                      | Haus                                                      | Bad Salzuflen Otto-Künne-Promenade 1 Karte                                                    | |                     | 25. September 1990 | 136             |
| Stumpfer Turm                                             | Stumpfer Turm                                             | Wüsten-Waldemeine Waldemeinestraße Karte                                                      | → Hauptartikel : Stumpfer Turm (Bad Salzuflen) | ~ 1447              | 29. Oktober 1990   | 137             |
| Stadtmauer und Katzenturm                                 | Stadtmauer und Katzenturm                                 | Bad Salzuflen Turmstraße Karte                                                                | → Hauptartikel : Katzenturm (Bad Salzuflen) | 15. Jh.             | 26. Juni 1990      | 138             |
| Stadtmauer(private Teile)                                 | Stadtmauer (private Teile)                                | Bad Salzuflen Mauerstraße, Lange Straße, Wenkenstraße, Osterstraße                            | In der zweiten Hälfte des 15. Jahrhunderts wurde die Salzufler Stadtmauer erbaut. Sie war ursprünglich etwa 7 bis 8 Meter hoch und umschloss, gesichert durch drei Wehrtürme, über eine Länge von etwa 680 Meter die damalige Stadt. Nur durch vier Tore war der Zugang in die Stadt möglich. |                     | 19. Dezember 1990  | 138a            |
| Haus                                                      | Haus                                                      | Lockhausen Ahmser Straße 13 Karte                                                             | |                     | 24. Oktober 1990   | 139             |
| Haus                                                      | Haus                                                      | Biemsen-Ahmsen Am Speckenbaum 16 Karte                                                        | |                     | 31. Mai 1990       | 140             |
| Trafostation                                              | Trafostation                                              | Schötmar Lohheide Karte                                                                       | |                     | 4. Juni 1991       | 141             |
| Haus                                                      | Haus                                                      | Bad Salzuflen Moltkestraße 5 Karte                                                            | |                     | 17. September 1990 | 142             |
| Doppelhaus                                                | Doppelhaus                                                | Bad Salzuflen Moltkestraße 2 Karte                                                            | |                     | 30. Juli 1991      | 143             |
| Doppelhaus                                                | Doppelhaus                                                | Bad Salzuflen Moltkestraße 2a Karte                                                           | |                     | 30. Juli 1991      | 144             |
| Denkmal Eduard Hoffmann                                   | Denkmal Eduard Hoffmann                                   | Bad Salzuflen Hoffmannstraße Karte                                                            | Anlässlich des 50-jährigen Bestehens der Hoffmann’s Stärkefabriken finanzierte deren Belegschaft ein 1900 errichtetes Denkmal für Eduard Hoffmann. Das Denkmal wurde von dem Berliner Bildhauer Arthur Boué (1868–1905) gestaltet. |                     | 22. Dezember 1995  | 145             |
| Haus                                                      | Haus                                                      | Bad Salzuflen Parkstraße 49 Karte                                                             | |                     | 21. April 1992     | 146             |
| Haus Bender                                               | Haus Bender                                               | Bad Salzuflen Parkstraße 16 Karte                                                             | Eckbau in exponierter Lage (Ecke Bleichstraße / Parkstraße). Bauherr war der Salzufler Kaufmann Robert Dormagen, der das Gebäude 1911/12 als Pensionshaus nach Bauplänen des Architekten Rudolf Günther erbauen ließ. Es zählt zu den bedeutendsten, bis heute erhaltenen Bauwerken der Bäderarchitektur des frühen 20. Jh. in Westfalen. Darüber hinaus kommt ihm durch seine Lage städtebauliche Bedeutung zu. Als Schauseite gilt die zur Bleichstraße gelegene Front, welche durch den Treppenhausvorbau geprägt wird. 1922 wurde das Gebäude von der Bender (Goldschmied und Juwelier) und Klasberg (Kaufmann) Gesellschaft erworben. Man richtete einen Edelsteinsalon im Erdgeschoss ein. 1927 wurde nach einigem Tauziehen mit der zuständigen Behörde unter der Regie des Architekten ein Umbau des Erdgeschosses zum Juwelen-Ausstellungs- und Verkaufssalon durchgeführt. Weitere Umbauten erfolgten 1956 mit der Errichtung einer Konditorei mit Café und dem Einbau einer Terrasse. | 1911/12             | 17. Dezember 1991  | 147             |
| weitere Bilder                                            | ehemaliger jüdischer Friedhof                             | Bad Salzuflen Werler Straße Karte                                                             | → Hauptartikel : Jüdischer Friedhof (Bad Salzuflen) |                     | 9. Juni 1992       | 148             |
| Haus                                                      | Haus                                                      | Bad Salzuflen Osterstraße 48 Karte                                                            | Geburtshaus von Medizinalrat und Stadtphysikus Dr. Heinrich Hasse (1791–1868). |                     | 29. November 1990  | 149             |
| Haus                                                      | Haus                                                      | Schötmar Uferstraße 20 Karte                                                                  | Villengebäude der ehemaligen Keksfabrik Dedert. Die Einfriedigungsanlage mit reich gestalteten Zaun und Mauerpfeilern entlang der Uferstraße ist integrierter Bestandteil des Denkmals. |                     | 29. August 1994    | 150             |
| Fabrikgebäude                                             | Fabrikgebäude                                             | Schötmar Uferstraße 20 a Karte                                                                | Fabrikationsgebäude der ehemaligen Keksfabrik Dedert. |                     | 29. August 1994    | 150             |
| Haus                                                      | Haus                                                      | Schötmar Schülerstraße 26 Karte                                                               | Schüler’sche Villa. Erbaut 1925 nach einem Entwurf des Architekten Gustav Meßmann (1879–1944) aus Lage. Bauherr der Villa war Friedrich Schüler, Prokurist der Celluloidwarenfabrik Küster in Schötmar. | 1925                | 10. Juli 1991      | 151             |
| Haus                                                      | Haus                                                      | Bad Salzuflen Obere Mühlenstraße 4 Karte                                                      | |                     | 17. März 1992      | 152             |
| Haus                                                      | Haus                                                      | Bad Salzuflen Obere Mühlenstraße 6 Karte                                                      | |                     | 21. Dezember 1990  | 153             |
| Haus                                                      | Haus                                                      | Bad Salzuflen Obere Mühlenstraße 8 Karte                                                      | |                     | 10. Juli 1991      | 154             |
| Haus                                                      | Haus                                                      | Bad Salzuflen Lange Straße 18 Karte                                                           | Ehemaliges Tanzlokal „Rheingold“. Erbaut 1933 im Stil des „Neuen Bauens“. | 1933                | 22. September 1992 | 155             |
| Haus                                                      | Haus                                                      | Wüsten Kirchheider Straße 24 seit 1766: Oberwüsten Nr. 37 seit 1939: Oberwüsten Nr. 157 Karte | → Hauptartikel : Kirchheider Straße 24 | 1657                | 26. Mai 1992       | 156             |
| Haus                                                      | Haus                                                      | Bad Salzuflen Am Herforder Tor 11 Karte                                                       | |                     | 21. April 1997     | 157             |
| Haus                                                      | Haus                                                      | Bad Salzuflen Lange Straße 21 Karte                                                           | |                     | 7. Juli 1992       | 158             |
| Haus                                                      | Haus                                                      | Bad Salzuflen Dammstraße 18 Karte                                                             | |                     | 24. November 1992  | 159             |
| Haus                                                      | Haus                                                      | Bad Salzuflen Salzsiederstraße 2 Karte                                                        | Erbaut 1551/52 von Henrich Hartwich. | 1551/52             | 6. August 1991     | 160             |
| Haus                                                      | Haus                                                      | Bad Salzuflen Turmstraße 15 Karte                                                             | |                     | 13. August 1991    | 161             |
| Haus                                                      | Haus                                                      | Bad Salzuflen Turmstraße 17 Karte                                                             | |                     | 8. April 1991      | 162             |
| Haus                                                      | Haus                                                      | Bad Salzuflen Hermannstraße 24 Karte                                                          | |                     | 30. Juli 1991      | 163             |
| Haus                                                      | Haus                                                      | Bad Salzuflen Hermannstraße 26 Karte                                                          | |                     | 30. Juli 1991      | 164             |
| Bruchsandsteinmauer                                       | Bruchsandsteinmauer                                       | Ehrsen-Breden Mittelstraße 28 b Karte                                                         | |                     | 17. März 1992      | 165             |
| Haus                                                      | Haus                                                      | Bad Salzuflen Bismarckstraße 12 Karte                                                         | Architekt: Bernhard Kramer |                     | 17. Dezember 1991  | 166             |
| Haus                                                      | Haus                                                      | Bad Salzuflen Parkstraße 8 Karte                                                              | |                     | 21. April 1992     | 167             |
| Wasserbehälter                                            | Wasserbehälter                                            | Wüsten Wüstener Straße Karte                                                                  | → Hauptartikel : Wasserbehälter (Wüsten) | 1902                | 24. August 1994    | 168             |
| Haus                                                      | Haus                                                      | Bad Salzuflen Waldstraße 1 Karte                                                              | |                     | 19. Februar 1991   | 169             |
| Haus                                                      | Haus                                                      | Bad Salzuflen Gröchteweg 7 Karte                                                              | Erbaut 1909. Ein Entwurf des Architekten Rudolf Günther für den Lehrer Hermann Rehme. | 1909                | 21. April 1992     | 170             |
| Schule                                                    | Schule                                                    | Bad Salzuflen Hermannstraße 32 Karte                                                          | Ehemalige Realschule, erbaut 1898/99. Später Gymnasium. Heute Volkshochschule. | 1898/99             | 27. Februar 1991   | 171             |
| Rudolph-Brandes-Obelisk                                   | Rudolph-Brandes-Obelisk                                   | Bad Salzuflen Rudolph-Brandes-Allee Karte                                                     | → Hauptartikel : Rudolph-Brandes-Obelisk |                     | 22. Dezember 1995  | 172             |
| Kriegerdenkmal                                            | Kriegerdenkmal                                            | Bad Salzuflen Obernberg Karte                                                                 | 1922/23 erbaut nach einem Entwurf von Hermann Hosaeus. Gedenkworte auf der … Südseite: Über 300 der unseren ließen ihr Leben im Kampfe für Heimat und Herd gegen eine Welt von Feinden. Ihre Gräber sind fern, ihr Geist ist uns nahe. … Westseite: Daß die Nachwelt unserer Kriegsnot gedenke, setzt die Gemeinde diesen Stein. Den Gefallenen zur Ehr, den Enkeln zur Mahnung. … Nordseite: Der im Gedächtnis seiner Lieben lebt, der ist nicht tot, er ist nur fern. Tot ist nur, wer von den Seinen vergessen ist. … Ostseite: Deutscher Fleiß und mannhaft Streben, von der Völker Neid verkannt, wird vom tiefen Fall erheben dich einst, teures Vaterland! | 1922/23             | 22. Dezember 1995  | 173             |
| Haus                                                      | Haus                                                      | Wüsten Vlothoer Straße 15 Karte                                                               | → Hauptartikel : Vlothoer Straße 15 | 1746                | 19. Juni 1997      | 174             |
| Haus                                                      | Haus                                                      | Ehrsen-Breden Mergelweg 10 Karte                                                              | Vierständer-Durchgangsdeelenhaus erbaut um 1850. | um 1850             | 25. März 1998      | 175             |
| BW                                                        | Meierjohann’sche Quellen                                  | Wüsten-Waldemeine Auf der Heide 54 Karte                                                      | → Hauptartikel : Meierjohann’sche Quellen | 1902                | 29. Juli 1998      | 176             |
| Haus                                                      | Haus                                                      | Bad Salzuflen Parkstraße 12 Karte                                                             | |                     | 2. Februar 1993    | 177             |
| Haus                                                      | Haus                                                      | Schötmar Schloßstraße 19 Karte                                                                | Hinterhaus von Schloßstraße 19, Vierständerbau, Jüdisches Priesterhaus. | 1758                | 19. November 1991  | 178             |
| Hofanlage                                                 | Hofanlage                                                 | Ehrsen-Breden Mittelstraße 21 Karte                                                           | Unter Denkmalschutz stehen das Haupthaus (erbaut um 1860) mit Einfriedigungsmauer und Gartenmauern. |                     | 29. Dezember 1995  | 179             |
| Haus                                                      | Haus                                                      | Ehrsen-Breden Mittelstraße 20 Karte                                                           | Zweiständer-Fachwerkbauernhaus (laut Inschrift 1657 erbaut) mit straßenseitiger Einfriedigungsmauer. |                     | 19. Dezember 1996  | 180             |
| Bismarckturm                                              | Bismarckturm                                              | Wüsten Vierenberg Karte                                                                       | → Hauptartikel : Bismarckturm (Bad Salzuflen) | 1900                | 2. Februar 1993    | 181             |
| BW                                                        | Haus                                                      | Wüsten Glimke 2b Karte                                                                        | → Hauptartikel : Glimke 2b | 1826                | 29. Mai 1996       | 182             |
| BW                                                        | Haus                                                      | Wüsten Glimke 2 Karte                                                                         | → Hauptartikel : Glimke 2 | 1788                | 20. Februar 1997   | 183             |
| Thiesmeiersche und Meiersche Quellen                      | Thiesmeiersche und Meiersche Quellen                      | Wüsten Auf der Heide 81 Karte                                                                 | → Hauptartikel : Thiesmeiersche und Meiersche Quellen | um 1909             | 29. Juli 1998      | 184             |
| Windmühlenstumpf                                          | Windmühlenstumpf                                          | Wüsten-Waldemeine Auf der Heide 81 Karte                                                      | → Hauptartikel : Windmühlenstumpf (Wüsten) | 1866                | 29. Juli 1998      | 185             |
| Kaiser-Wilhelm-Denkmal                                    | Kaiser-Wilhelm-Denkmal                                    | Schötmar Walhallastraße Karte                                                                 | Errichtet 1897 von der Dorfschaft Schötmar anlässlich des hundertjährigen Geburtsjubiläums von Kaiser Wilhelm I. | 1897                | 13. November 1998  | 186             |
| Druckereigebäude                                          | Druckereigebäude                                          | Bad Salzuflen Salzsiederstraße 1 Karte                                                        | Ehemalige Druckerei Heinrich Uekermann (heute Druckerei Gerlach). Bedeutend für die Geschichte der Stadt Bad Salzuflen, weil hier die Zeitung „Lippischer Allgemeiner Anzeiger“ bis 1941 gedruckt wurde. Das 1926 erbaute Haus wurde von dem Architekten Rudolf Günther (1880–1941) entworfen. | 1926                | 6. April 2000      | 187             |
| Haus                                                      | Haus                                                      | Wüsten Bieberstraße 1a Karte                                                                  | → Hauptartikel : Bieberstraße 1a |                     | 16. April 2002     | 188             |
| weitere Bilder                                            | Alleefriedhof, verschiedene Grabmonumente                 | Bad Salzuflen Rudolf-Brandes-Allee Karte                                                      | Der ursprünglich um die Stadtkirche auf dem Hallenbrink angelegte Friedhof wurde Anfang der 1840er Jahre geschlossen. Fortan nutze die Gemeinde den an der Straße nach Schötmar gelegenen Alleefriedhof (Rudolf-Brandes-Allee). Unter Denkmalschutz stehen 18 Grabstellen, darunter u. a. die Grabstätten der Familie Apotheker Rudolph Brandes, der Familie Dr. Hasse und die der Industriellenfamilie Hoffmann. |                     | 18. Dezember 2000  | 189             |
| Hofanlage                                                 | Hofanlage                                                 | Wüsten-Pehlen Pehlen 3/3 a Karte                                                              | → Hauptartikel : Hofanlage Albertsmeier |                     | 15. September 1993 | 190             |
| Familiengrab Dürkopp                                      | Familiengrab Dürkopp                                      | Bad Salzuflen Obernbergfriedhof Karte                                                         | Familiengrab Dürkopp. Der Unternehmer Nikolaus Dürkopp ist der Erste, der auf dem am 29. Juni 1918 eingeweihten Friedhof am Obernberg beigesetzt wurde. |                     | 18. Dezember 2000  | 191             |
| Haus                                                      | Haus                                                      | Wüsten-Waldemeine Auf der Heide 75 Karte                                                      | → Hauptartikel : Auf der Heide 75 | 1877                | 19. Dezember 1996  | 192             |
| Hofanlage                                                 | Hofanlage                                                 | Ehrsen-Breden Mittelstraße 19 Karte                                                           | Hofanlage Nacke. Der Denkmalschutz umfasst Wohnhaus (erbaut 1860/1870, aufgestockt 1937), Verwalterhaus (erbaut 1924), Kornscheune (erbaut 1922), Stallscheune (erbaut 1931), Hofpflasterung und Einfriedungsmauer. Kornscheune, Verwalterhaus und die Aufstockung des Wohnhauses sind nach Plänen des Architekten Rudolf Günther erbaut. |                     | 19. Dezember 1996  | 193             |
| Haus                                                      | Haus                                                      | Lockhausen Westervinnen 1 Karte                                                               | |                     | 9. März 1993       | 194             |
| Haus                                                      | Haus                                                      | Bad Salzuflen Moltkestraße 36 Karte                                                           | Ehemaliges Kinderheim Haus Sonnenschein. Das 1912 nach Plänen des Architekten Rudolf Günther erbaute Gebäude wurde von 1913 bis 1989 als Kinderheim genutzt. | 1912                | 11. Mai 2006       | 195             |
| BW                                                        | Haus                                                      | Grastrup-Hölsen Lemgoer Straße 90 a Karte                                                     | Unter Denkmalschutz stehen zwei Renaissance-Portale. Die Spolien stammen vom Herrenhaus des ehemaligen Rittergutes Brockschmidt. |                     | 24. August 1994    | 196             |
| Hofanlage                                                 | Hofanlage                                                 | Grastrup-Hölsen Liemer Straße 26 – 26 b Karte                                                 | Hofanlage Gut Hündersen. |                     | 27. Mai 1993       | 197             |
| Kurzentrum, Konzert-/Wandelhalle                          | Kurzentrum, Konzert-/Wandelhalle                          | Bad Salzuflen Parkstraße Karte                                                                | Die Wandelhalle ist ein Pfahlbau; sie ruht auf 72 Spezielbetonsäulen, die fünf Meter tief im Erdreich verankert wurden. Ihre Vorläufer waren ein Brunnenhäuschen (um 1870), eine Trinkhalle (1887/88) und eine erste wirkliche Wandelhalle mit Brunnenausschank (1912). | 1960/61             | 29. März 2005      | 198             |
| Hofanlage                                                 | Hofanlage                                                 | Grastrup-Hölsen Sylbacher Straße 340 Karte                                                    | Hofanlage Meyer zu Hölsen bestehend aus Wohnhaus (erbaut 1856, um 1900 erweitert), Bauernhaus (erbaut 1827), Speicher (erbaut 1708), Backhaus (erbaut 1816), Stallgebäude (erbaut ca. 1860/1870). |                     | 24. September 1997 | 199             |
| Haus                                                      | Haus                                                      | Holzhausen Hartigshof 2 Karte                                                                 | Ehemalige Moddenmühle (Wassermühle). |                     | 2. Dezember 1993   | 200             |
| Hofanlage                                                 | Hofanlage                                                 | Holzhausen Heerserheider Straße 58/58a Karte                                                  | Hofanlage mit zwei Längsdeelenhäusern von 1588 und 1731 und einem Brunnenhäuschen. |                     | 11. Mai 2006       | 201             |
| weitere Bilder                                            | Haus                                                      | Bad Salzuflen Turmstraße 5 Karte                                                              | Errichtet vermutlich 1632 auf den Resten eines Vorgängerbaus, der beim großen Stadtbrand von 1631 zerstört wurde. Denkmal des Monats August 2012 in Westfalen-Lippe. | verm. 1632          | 8. Oktober 1990    | 204             |
| Doppelhaus                                                | Doppelhaus                                                | Bad Salzuflen Moltkestraße 4a Karte                                                           | Das Wohn- und Pensionshaus wurde 1913/14 nach einem Entwurf des Architekten Rudolf Günther erbaut. | 1913/14             | 30. Juli 1991      | 205             |
| Haus                                                      | Haus                                                      | Ehrsen-Breden Breder Straße 4 Karte                                                           | |                     | 14. Dezember 1990  | 206             |
| Haus                                                      | Haus                                                      | Bad Salzuflen Im Ort 4 Karte                                                                  | | 1581/82             | 1. Februar 1991    | 207             |
| Doppelhaus                                                | Doppelhaus                                                | Bad Salzuflen Moltkestraße 4 Karte                                                            | Das Wohn- und Pensionshaus wurde 1913/14 nach einem Entwurf des Architekten Rudolf Günther erbaut. | 1913/14             | 10. Juli 1991      | 208             |
| weitere Bilder                                            | Jüdischer Friedhof Schötmar                               | Schötmar Oerlinghauser Straße Karte                                                           | → Hauptartikel : Jüdischer Friedhof (Schötmar) |                     | 25. Februar 1992   | 209             |
| Haus                                                      | Haus                                                      | Bad Salzuflen Schießhofstraße 1 Karte                                                         | | 1576/77             | 21. Dezember 1990  | 210             |
| Haus                                                      | Haus                                                      | Schötmar Neue Straße 1 Karte                                                                  | Hier lebte von 1948 bis 1968 der Kunstmaler Richard Sprick. | 1947/48             | 23. September 2010 | 211             |
| Doppelhaus                                                | Doppelhaus                                                | Bad Salzuflen Moltkestraße 6 Karte                                                            | |                     | 30. Juli 1991      | 212             |
| Doppelhaus                                                | Doppelhaus                                                | Bad Salzuflen Moltkestraße 6 a Karte                                                          | |                     | 30. Juli 1991      | 213             |
| Haus                                                      | Haus                                                      | Bad Salzuflen Bismarckstraße 9 Karte                                                          | Das 1924 erbaute Haus wurde von dem Architekten Rudolf Günther für Martha Krumme als Wohnhaus mit Arztpraxis entworfen. | 1924                | 4. Februar 1993    | 214             |
| Haus                                                      | Haus                                                      | Bad Salzuflen Friedenstraße 2 Karte                                                           | Das Haus wurde 1913 nach einem Entwurf des Zimmermeisters Fritz Günther erbaut. 1926 erfolgte eine Erweiterung nach Plänen seines Neffen, des Architekten Rudolf Günther. |                     | 17. Dezember 1991  | 215             |
| Haus                                                      | Haus                                                      | Schötmar Lindemannsheide 5 Karte                                                              | Das Fachwerkhaus wurde laut Inschrift 1828 erbaut. |                     | 26. Mai 1992       | 218             |
| Haus                                                      | Haus                                                      | Ehrsen-Breden Weidenstraße 2 Karte                                                            | |                     | 18. März 1991      | 219             |
| Haus                                                      | Haus                                                      | Bad Salzuflen Ahornstraße 22 Karte                                                            | Das Zweifamilienhaus wurde 1914 für den Bauunternehmer August Diekmann erbaut. | 1914                | 29. Dezember 1995  | 220             |
| Haus                                                      | Haus                                                      | Schötmar Erikastraße 8 Karte                                                                  | Die Villa wurde 1928 nach Plänen des Architekten Gustav Meßmann (1879–1944) aus Lage für die Fabrikantenfamilie Küster erbaut. | 1928                | 30. Oktober 1991   | 221             |
| Schule                                                    | Schule                                                    | Bad Salzuflen Martin-Luther-Straße 2 Karte                                                    | Ehemalige Volksschule, auch „Gelbe Schule“ (früher „Weiße Schule“) genannt. Aufgrund stetig steigender Schülerzahlen wurde 1907/08 in nächster Nähe zur alten Rektorschule ein neues Schulgebäude errichtet, später erweitert. | 1907/08             | 30. Juli 1991      | 223             |
| Ehemaliges Pensionshaus                                   | Ehemaliges Pensionshaus                                   | Bad Salzuflen Wenkenstraße 34 Karte                                                           | Das ehemalige Pensionshaus „Villa Stefanie“ wurde im Jahre 1911 nach Plänen des Architekten und Bauamtsassistenten August Unruh (1866–1932) erbaut. Bestandteil des Denkmals ist auch der im Vorgarten errichtete Pavillon. | 1911                | 7. März 2011       | 224             |
| Ehemaliges Pensionshaus                                   | Ehemaliges Pensionshaus                                   | Bad Salzuflen Wenkenstraße 36 Karte                                                           | Das ehemalige Pensionshaus „Haus Heßkampertor“ wurde im Jahre 1908 nach Plänen des Architekten und Bauamtsassistenten August Unruh (1866–1932) erbaut. | 1908                | 7. März 2011       | 225             |
| BW                                                        | Haus                                                      | Wüsten Kirchheider Straße 59 Karte                                                            | → Hauptartikel : Kirchheider Straße 59 | 1704                | 10. Dezember 1991  | 226             |
| Haus                                                      | Haus                                                      | Holzhausen Heerserheider Straße 38 Karte                                                      | |                     | 30. Oktober 1991   | 227             |
| Haus                                                      | Haus                                                      | Bad Salzuflen Stauteichstraße 30 Karte                                                        | |                     | 23. Februar 1993   | 228             |
| Friedhofskapelle                                          | Friedhofskapelle                                          | Bad Salzuflen Herforder Straße Karte                                                          | Durch die Stadt Bad Salzuflen 1903/04 errichtete Friedhofskapelle auf dem Friedhof der reformierten Kirchengemeinde Bad Salzuflen. | 1903/04             | 24. August 1994    | 232             |
| Haus                                                      | Haus                                                      | Bad Salzuflen von-Stauffenberg-Straße 3 Karte                                                 | Gemeindehaus der evangelisch-reformierten Gemeinde Bad Salzuflen von 1928. Entwurf von Architekt Rudolf Günther unter Einfluss des „Neuen Bauens“. | 1928                | 24. November 1992  | 233             |
| weitere Bilder                                            | Kurgastzentrum                                            | Bad Salzuflen Parkstraße 20 Karte                                                             | Das Kurgastzentrum wurde 1981–1983 nach einem Entwurf des Architekturbüros Behnisch & Partner erbaut und 1985 vom Bund Deutscher Architekten (Nordrhein-Westfalen) ausgezeichnet. | 1981–83             | 30. November 2011  | 234             |
| Ehemaliges Pensionshaus                                   | Ehemaliges Pensionshaus                                   | Bad Salzuflen Roonstraße 5 Karte                                                              | Ehemaliges Pensionshaus Haus Eickhoff. |                     | 5. September 2013  | 235             |
| Gut Volkhausen                                            | Gut Volkhausen                                            | Retzen Korl-Biegemann-Straße 50 Karte                                                         | Das unter Denkmalschutz gestellte Wohnhaus des Gutes wurde um 1911 auf den Resten eines Vorgängerbaus nach Plänen des Stadtbaurates Gustav Messmann aus Lage erbaut. Bauherr des Gebäudes war der Arzt und Mundartdichter Karl Ulrich Volkhausen. | um 1911             | 7. Oktober 2013    | 236             |
| Wohn- und Geschäftshaus                                   | Wohn- und Geschäftshaus                                   | Bad Salzuflen Am Schliepsteiner Tor 6 Karte                                                   | Das 1924/25 für den Kaufmann Otto Wessel erbaute Wohn- und Geschäftshaus wurde von dem Bad Salzufler Architekten Carl Hartmann (1876–1956) entworfen. Denkmal des Monats November 2015 in Westfalen-Lippe. | 1924/25             | 27. Februar 2014   | 237             |
| Hotelgebäude mit fein gegliederter Neorenaissance-Fassade | Hotelgebäude mit fein gegliederter Neorenaissance-Fassade | Schötmar Begastraße 4 Karte                                                                   | Hotel Korf, erbaut um 1890 als Schötmar’scher Krug. | um 1890             | 20. Februar 2015   | 238             |
| Wohnhaus                                                  | Wohnhaus                                                  | Bad Salzuflen Augustastraße 7 Karte                                                           | Das ehemalige Pensionshaus „Villa Elfriede“ wurde nach 1908 von dem Zimmermeister August Schmiedeskamp nach einem Entwurf des Salzufler Architekten Carl Hartmann erbaut. | um 1908             | 20. Januar 2016    | 239             |
| Wohn- und Geschäftshaus                                   | Wohn- und Geschäftshaus                                   | Bad Salzuflen Osterstraße 42-44 Karte                                                         | Unter Denkmalschutz steht der Gebäudeteil Osterstraße 42. Der noch erhaltene Steinbau des 16./17. Jahrhunderts wurde ursprünglich als Kaufmannshaus mit Längsdiele errichtet. | 16./17. Jahrhundert | 1. März 2017       | 240             |
| Ehemaliges Pensionshaus                                   | Ehemaliges Pensionshaus                                   | Bad Salzuflen Moltkestraße 40 Karte                                                           | 1929 errichtetes Wohnhaus mit Gästezimmern. | 1929                | 28. August 2019    | 241             |
| Wohnhaus                                                  | Wohnhaus                                                  | Bad Salzuflen Moltkestraße 45 Karte                                                           | Die in Anlehnung an den Heimatschutzstil gestaltete Villa wurde um 1930 durch den Bauunternehmer Ernst Meier erbaut. | um 1930             | 9. März 2020       | 242             |
| Ehemaliges Pfarrhaus                                      | Ehemaliges Pfarrhaus                                      | Bad Salzuflen von-Stauffenberg-Straße 1 und 1a Karte                                          | Das Haus ist im Jahre 1820/21 von dem Stadtphysikus und Medizinalrat Heinrich Hasse (1791–1868), dem Begründer des Solbades Salzuflen, vor dem Ostertor errichtet worden. Nach dessen Tod verkaufte dessen Schwiegersohn, der Bückeburger Geheimrat von Campe, im Jahre 1869 das Anwesen mit Wohnhaus, Stallscheune und Terrassengarten an die Stadt, die es der Pfarrgemeinde zur Verfügung stellte. | 1820/21             | 22. März 2021      | 243             |
| Wohnhaus                                                  | Wohnhaus                                                  | Bad Salzuflen Riestestraße 5 Karte                                                            | Der Architekt des um 1900 errichteten Wohnhauses, Friedrich (Fritz) Seiff (1852–1900), gehört zu den bedeutendsten Architekten Bad Salzuflens in der zweiten Hälfte des 19. Jahrhunderts. | um 1900             | 2. Juli 2021       | 244             |
| Ehemaliges Gemeindezentrum                                | Ehemaliges Gemeindezentrum                                | Biemsen-Ahmsen Am Schulweg 6/8 Karte                                                          | Das Denkmal umfasst das Äußere des ehemaligen Gemeindezentrums, bestehend aus freistehendem Kirchturm, Kirchengebäude und dem angebauten Gemeindehaus, sowie das Innere der Gebäude mit der erhaltenen bauzeitlichen Ausstattung. Die Gebäude wurden in der Zeit von 1962 bis 1963 nach Plänen des Bad Salzufler Architekten Wilhelm König errichtet. | 1962/63             | 6. Juli 2023       |                 |

## Ehemalige Baudenkmäler
| Bild | Bezeichnung | Lage                                              | Beschreibung                                   | Bauzeit | Eingetragen seit   | Denkmal- nummer |
| ---- | ----------- | ------------------------------------------------- | ---------------------------------------------- | ------- | ------------------ | --------------- |
|      | gelöscht    | Lehstraße 7                                       |                                                |         | 7. Dezember 1988   | 71              |
|      | Gradierwerk | Bad Salzuflen zwischen Moltke- und Bismarckstraße | abgerissen                                     |         | 13. September 1990 | 128a            |
| BW   | gelöscht    | Wüsten Ringstraße 21 Karte                        | → Hauptartikel : Ringstraße 21 (Bad Salzuflen) |         | 30. September 1991 | 202             |
|      | gelöscht    | Papenhausen 15                                    |                                                |         | 30. September 1991 | 203             |